# Sybra densepunctata
Sybra densepunctata är en skalbaggsart som beskrevs av Stefan von Breuning 1940. Sybra densepunctata ingår i släktet Sybra och familjen långhorningar. Inga underarter finns listade i Catalogue of Life.